# Leontyne Price
Mary Violet Leontyne Price (Laurel, 10 de fevereiro de 1927) é uma soprano estadunidense, considerada uma das maiores cantoras líricas da história. Sua fama começou nas décadas de 1950 e 1960 e foi a primeira afro-estadunidense a se tornar a prima donna no Metropolitan Opera, em Nova Iorque. E foi no MET que Leontyne despediu-se das óperas em 1985, vivendo a personagem Aida, papel que consagrou a artista.
Sua voz foi conhecida pelos brilhantes registros superiores, médios e baixos, com um toque de cremosidade única.
A soprano Renée Fleming disse sobre Leontyne, no programa National Endowment for Arts: "Para mim, não há voz mais bela". A  soprano Maria Callas também reconheceu a grandeza da voz de Price, dizendo: "Ouço muito amor em sua voz".
Price é uma soprano absoluto, com uma extensão vocal que vai do G#3 ao E6. Originalmente, ela é uma soprano lírico spinto, o tipo adequado para os papéis principais das obras de Giuseppe Verdi, Giacomo Puccini e Mozart, produções que Leontyne Price executou com excelência. O tenor Plácido Domingo disse sobre Leontyne: " É a mais bela voz de soprano que já ouvi cantar Verdi!" Inclusive, Price é realmente considerada a maior intérprete de Verdi do século XX.
Após retirar-se de óperas, em 1985, a cantora ainda realizou muitos recitais, por doze anos.
Leontyne Price foi condecorada com muitas honras, com a Medalha Presidencial da Liberdade (Presidential Medal of Freedom) em 1965, e no Centro de Honras Kennedy (Kennedy Center Honors) em 1985, tem numerosas graduações honorárias e dezenove Grammys.

## Vida e carreira
Leontyne Price nasceu em um bairro negro de Laurel, Mississippi. Seu pai trabalhou em uma fábrica de madeira e sua mãe era uma parteira que cantou no coro da igreja. Eles esperaram treze anos por uma criança e Leontyne se tornou o foco de intenso amor e orgulho. Ela ganhou um piano de brinquedo aos três anos e teve aulas de piano com um professor local.
Nos seus treze anos, Price entrou para o segundo coral da Igreja Metodista St. Paul enquanto cantava no coro negro da escola.
Price teve uma educação musical em um programa de apenas membros negros no Wilberforce College em Wilberforce, Ohio. Ela teve muito sucessos em clubes, onde cantava solo e foi encorajada a continuar seus estudos de voz. Com a ajuda de Chisholm e do famoso baixo Paul Robeson, quem fez um concerto beneficente por ela, ela entrou na Juilliard School em Nova Iorque, onde estudou com Florence Page Kimball.
Sua primeira performance importante aconteceu em 1952 em uma produção estudantil de Falstaff, de Verdi. Depois dessa apresentação, Virgil Thomson a contratou para sua ópera totalmente negra Four Saints in Three Acts. Depois de duas semanas na Broadway, Saints foi para Paris. Em Paris, ela foi chamada para fazer a personagem Bess de Porgy and Bess, uma obra de George Gershwin e retornou para os Estados Unidos para uma turnê. A turnê visitou Chicago, Pittsburgh e Washington. Visitou também Viena, Berlim, Londres e Paris. A companhia retornou para Nova Iorque, no Theater Ziegfield da Broadway.
Enquanto fazia sua turnê europeia, Price casou-se com o interprete de Porgy, o notável baixo-barítono William Warfield na Abyssinian Baptist Church em Harlem, com algumas pessoas da produção como testemunhas. Este casamento durou até 1967, quando eles se separaram. E divorciaram-se no ano de 1973, não tendo nenhum filho.
Primeiramente, Price planejou ter uma carreira baseada em recitais, como faziam Marian Anderson (contralto), Roland Hayes (tenor) e seu ex-marido Warfield e outro cantores de concerto negros. Ocasionalmente ela começou a ganhar novos trabalhos de compositores estadunidenses, incluindo Lou Harrison, John La Montaine e Samuel Barber.
Como Bess, ela mostrou que tinha talento e instinto para a carreira operística e o Metropolitan Opera House confirmou isso, convidando-a para cantar Summertime no Met Jamboree, em 6 de Abril de 1953 na Broadway. Price foi a primeira afro-estadunidense a cantar com o Met, se não a primeira a cantar no Met.
Em Novembro de 1954, Price fez sua estreia no Town Hall em Nova Iorque, com um programa que continha a estreia Nova Iorquina de Hermit Song, de Samuel Barber, com o próprio compositor no piano. Em 1955 ela cantou o papel-título, Tosca, de Giacomo Puccini para a NBC-TV Opera, com o diretor musical Peter Herman Adler e tornou-se a primeira negra a aparecer em uma ópera televisionada, mostrando um estilo jovem e natural, ótima pronúncia cantando notas altas, de maneira fácil e brilhante.
Na mesma primavera, no Carnegie Hall, ela foi audicionada pelo maestro Herbert von Karajan, que a  declarou "Uma artista de futuro" e a convidou a cantar Salomé, no La Scala, convite que ela recusou. Em 1956 e 1957, Price fez recitais nos Estados Unidos, Índia e Austrália.
Sua estreia em uma casa de ópera foi em São Francisco, em 20 de setembro de 1957, como Madame Lidoine, estreia nos Estados Unidos da ópera Dialogues des Carmélites de Francis Poulenc. Poucas semanas depois, quando a soprano italiana Antonietta Stella sofreu de apendicite, Price foi chamada para cantar Aída (papel que a imortalizou). No ano seguinte, convidada novamente por Karajan, fez sua estreia europeia cantando Aída na Ópera do Estado de Viena (Vienna Staatsoper), em 24 de maio de 1958. No ano seguinte, retornou a Viena novamente com Aida, contudo, cantando também na obra Die Zauberflöte de Mozart.
Na década seguinte, Karajan conduziu Price em algumas de suas melhores performances: em casas de óperas foram Don Giovanni de Mozart, Il Trovatore de Verdi e Tosca de Puccini. Em salas de concerto, foram a Missa de Bach, Missa Solemnis de Beethoven, Te Deum de Bruckner e Requiem de Verdi e Mozart. Em estúdio, a Tosca, A Christmass Offering e Carmen de Bizet.
Em 1958, Price apareceu como Aída na sua estreia no Royal Opera House, Convent Garden, e na Arena de Verona. No dia 21 de Maio de 1960, apareceu no La Scala, novamente com Aída e tornou-se a primeira afroestadunidense a ter um papel principal em uma companhia de ópera italiana. (Mattiwilda Dobbs cantou no La Scala em 1953, mas como seconda donna no papel de Elvira, em L'italiana in Algeri de Rossini).

### Carreira no Met
Depois de ouvir a performance de Il Trovatore em 1959 em Verona, Sir Rudolf Bing ofereceu outra chance dela se apresentar no Metropolitan. No dia 27 de Janeiro de 1961 Price se apresentou no Met com Franco Corelli, em Il Trovatore, de Giuseppe Verdi.
A performance foi um sucesso, tendo uma ovação de quarenta e dois minutos, certamente uma das mais longas da história do Met.
Nas próximas semanas, Price cantou quatro outros papéis de mesmo sucesso: Aida, Cio-Cio-San de Madama Butterfly (Puccini), Donna Anna de Don Giovanni (Mozart) e Liù de Turandot (Puccini). Foram grandes êxitos, e ela apareceu na revista Time, com o título "Cantora do Ano".
Leontyne Price foi uma das cinco afroestadunidenses a cantar no Met. Em 1964, de acordo com os arquivos do Met, Price foi paga com US$ 2 750 por performance, como Joan Sutherland, Maria Callas e Renata Tebaldi. (A única que que recebeu mais foi Birgit Nilsson, que ganhava 3 000 dólares por performance).
Em setembro de 1961, abriu a temporada do Met como Minnie em La Fanciulla del West. A segunda performance foi terrível, Price sofreu de uma rara crise vocal: ela perdeu sua voz e teve que falar suas falas até o fim da cena. Soprano Dorothy Kirsten foi chamada para cantar o terceiro ato. Os jornais reportaram que Price teve um vírus, mas Price disse que foi por causa da pressão psicológica, do tamanho sucesso em pouco tempo. Depois disso ela cancelou suas apresentações por três meses, e descansou em Roma. Na primavera seguinte, ela retornou ao Met cantando Tosca.

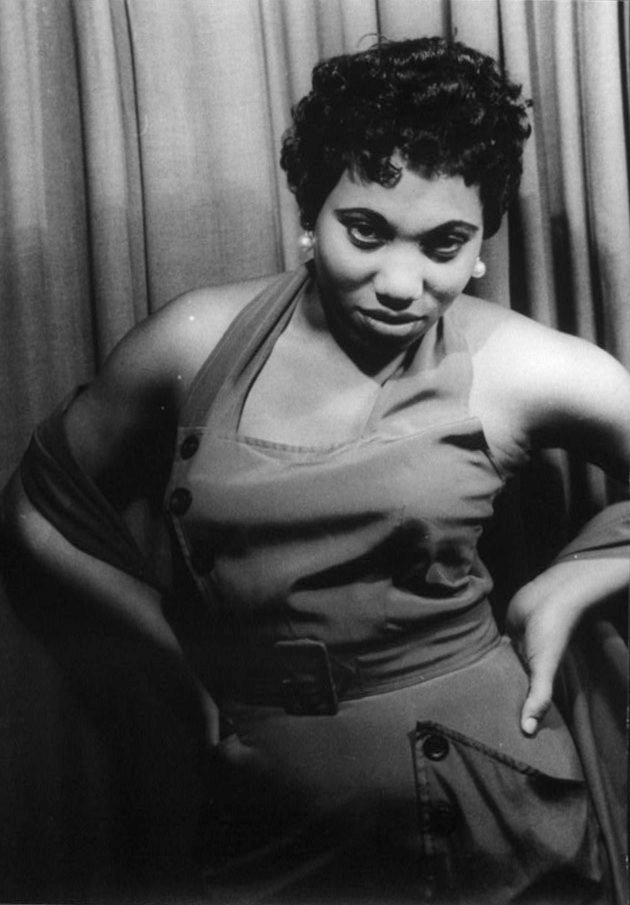

Na década de 1960 ela cantou sete outro papéis no Met, que são eles em ordem cronológica: Elvira da ópera Ernani (Verdi); Pamina de Die Zauberflöte (Mozart); Fiordiligi de Così fan Tutte (Mozart); Tatyana de Eugene Onegin (Tchaikovsky); Cleopatra de Antony and Cleopatra (Barber); Amelia de Un Ballo in Maschera (Verdi) e Leonora de La Forza del Destino (Verdi).
No fim da década de 1960, Price voltou a fazer recitais e concertos. ela estava cansada e frustrada com o número e a qualidade das novas produções no Met.
Depois de 1970, ela adicionou três personagem ao seu repertório, todos com sucesso limitado: Giorgetta de Il Tabarro (Puccini), Manon Lescaut (Puccini) e Ariadne de Ariadne auf Naxos (Richard Strauss). Em Janeiro de 1973 ela cantou "Onward, Christian Soldiers" no funeral federal do Presidente Lyndon Johnson. Em outubro, ela retornou ao Met em Madama Butterfly, cantando a personagem pela primeira vez na década e recebendo meia hora de ovação.  Em 1976 ela interpretou Aida em uma nova performance, com James McCracken como Radamés e Marilyn Horne como Amneris, conduzido por John Dexter. No próximo ano, Karajan conduziu Price no Requiem de Johannes Brahms com a Orquestra Filarmônica de Berlim no Carnegie Hall e Il Trovatore em Salzburgo e Viena.
Em 1977, Prince cantou sua última personagem, Ariadne de Strauss, em São Francisco. No Met, em 1979, quando iria se apresentar na mesma ópera, ela teve que cancelar pois sofreu de um vírus infeccioso.
Ela teve um último triunfo em 1981 em São Francisco, quando ela substituiu a soprano Margaret Price como Aida, uma performance que ela não fazia desde 1976. Segundo o colunista Herbert Caen, ela insistiu em receber US$ 1 a mais que o tenor, Luciano Pavarotti. Isto poderia ter acontecido, tornando-a a cantora de ópera mais bem paga da história.

### Aposentadoria das óperas
Price se aposentou das óperas oficialmente em 3 de Janeiro de 1985 em Aida, em uma transmissão televisionada do Met. PBS considerou isso, em 2007, o primeiro grande momento em trinta anos do Met televisionado.
Em 24 anos, Price fez 201 performances no Metropolitan Opera em 16 óperas distintas, na casa e em turnês, incluídos galas. (Ela se absteve em três temporadas, 1970-1971, 1977-1978 e 1980-1981 e cantou somente nas galas nos anos de 1972, 1973, 1979, 1980, 1982 e 1983.
Nos próximos doze anos, ela se apresentou em concertos e recitais. Seus recitais continham melodias francesas, lieder alemão, spirituals, um ou duas árias e um grupo de músicas estadunidenses de Ned Rorem e lee Hoiby. Ela fez recitais em Viena, Hamburgo, Paris, Lucerne e também no Festival de Salzburg, nos anos de 1975, 1977, 1978, 1980, 1981 e 1984).
A voz de Price se tornou pesada e escura, mas ainda com registros altos. No dia 19 de Novembro de 1997, com seus setenta anos, ela cantou na Universidade da Carolina do Norte, no Chapel Hill em um recital.
No outubro de 2001, com setenta e quatro anos, ela cantou um concerto em memoria aos ataques de 11 de Setembro no Carnegie Hall. Com James Levine no piano, ela cantou sua favorita spiritual "This Little Light of Mine" seguida de "God Bless America".
Atualmente, Leontyne Price vive em Geenwich Village, em Nova Iorque.